# Phulkians

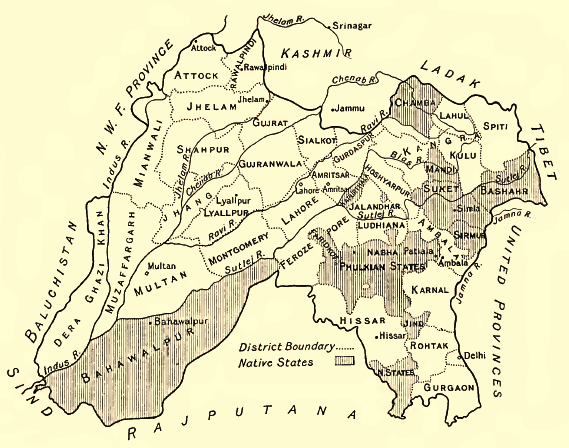
Els Estats Phulkians a un mapa de l'any 1911.

Els estats phulkians foren aquells governats pels descendents de Phul.
Estats phulkians eren:
- Patiala
- Nabha
- Jind

La seva superfície total era de 19.681 km² i la població el 1901 de 2.176.644 habitants.
Els tres sobirans eren descendents de Phul, del que també descendien les famílies feudals (però no sobiranes) de Bhadaur i Malaud, i altres de menor importància. Per via col·lateral els prínceps phulkians estaven enllaçats amb els de Faridkot, la família de Kaithal (extinta), els d'Arnauli, de Jhamba, de Siddhuwal, i d'Atari (l'únic al nord del Sutlej).
Els phulkians pertanyien a la tribu siddhu-barar el clan jat més poderós al sud del Sutlej i reclamaven descendència de Jaisal, un bhatti rajput fundador de l'estat de Jaisalmer el 1156 que fou expulsat del regne per una revolta i es va establir prop d'Hissar; el seu fill Hemhel va saquejar la ciutat i va assolar el país fins a Delhi però fou rebutjat per Shams ad-Din Iltutmish al-Kutbi ibn Yalam Khan (1210-1236); posteriorment el sultà el va nomenar governador de Sirsa i Bhatinda; el seu besnet Mangal Rao es va revoltar contra Delhi i fou decapitat a Jaisalmer; el seu net Khiwa va adquirir estatus de jat per matrimoni amb una dona d'aquesta casta i als següents segles es van estendre per diversos llocs fins a Malwa però arreu van caure a la pobressa fins que un d'ells, Sanghar va entrar al servei de Baber; va morir a la primera batalla de Panipat el 1526 combatint pel primer mogol però l'emperador va recompensar el seu servei donant al seu fill Baryam el chaudhrayat (intendència) del territori al sud-oest de Delhi, restaurant la fortuna de la família.
Humayun va ratificar la cessió, però el 1560 Baryam va morir en lluita contra els bhattis musulmans, parents però enemics hereditaris dels Siddhu. El va succeir el seu fill Mahraj i a aquest el seu fill Mohan sempre en conflicte amb els bhattis. Finalment Mohan va haver de fugir a Hansi i Hissar, on va reunir gent de la seva tribu, va retornar i va derrotar els bhattis a Bhedowal i per consell del guru sikh Gobind va fundar Mahraj (al districte de Ferozepore). El conflicte amb els bhattis no va tardar a tornar a començar i Mohan i el seu fill Rup Chan foren morts en un combat menor vers 1618.
El segon fill Kala el va succeir en el chaudhrayat com a regent del Phul i Sandali, fills de Rup Chand. Phul va deixar sis fills, dels quals Tiloka fou el gran i ancestre de les famílies de Jhind i Nabha. Del segon fill, Rama, són descendents els prínceps de Patiala. Els altres quatre fills només va rebre un petit territori de les possessions del seu pare.
El 1627 Phul va fundar (i va donar el seu nom) un poble que després fou una ciutat destacada a l'estat de Nabha. Els seus dos fills gran van fundar Bhai Rupa (que fou governada conjuntament pels tres estats pulkhians) i Rama va fundar Rampur. Aquest darrer va derrotar els bhattis i altres enemics i va obtenir del governador musulmà mogol de Sirhind la comarca de Jangal; el seu cosí Chain Singh fou associat al govern, pero Rama se'n va cansar i el va fer assassinat, per caure mort poc després al seu torn víctima de la venjança dels fills de Chai Singh. El sagnant conflicte el va acabar Ala Singh, el tercer fill de Rama, que va matar a tots els fills de Chai Singh menys un.
Ala Singh va establir una fortalesa a Sanghera per protegir la seva gent dels caps de Kot i Jagraon. El 1718 va cedir Bhadaur al seu germà i va reconstruir Barnala on va fixar residència. Poc després el seu fill Sardul Singh va atacar i destruir Mina, possessió d'un rajput emparentat a Rai Kalha de Kot. Aquest va decidir eliminar a Ala Singh i va reunir una gran força dirigida pels caps rajputs de Halwara, Malsin, Thattar i Talwandi, i el famós cap de Maler Kotla, Jamal Khan, reforçats per un contingent imperial dirigit per Sayyid Asad Ali Khan, general de Doab de Jullundur; aquesta força va atacar als sikhs prop de Barnala, però el general imperial va morir a l'inici de la lluita i els seus homes van abandonar el camp seguits de la gent de Maler Kotla i de Kot, i així els sikhs van obtenir la victòria fent molts presoners i botí. Ala Singh va esdevenir independent i molts sikhs es van posar sota la seva bandera.
Els deu anys següents va estar en guerra contra els bhattis i es va aliar al governador mogol de Sirhind contra Kot, principat que fou en part conquerit; pero Ala Singh es va enfrontar aviat al seu aliat i fou empresonat per aquest, i només fou alliberat mercès al sacrifici d'un fidel seu i parent de Chai Singh; va aconseguir la llibertat i va construir el fort de Bhawanigarh, a uns 30 o 25 km a l'oest de Patiala. Tres anys més tard el seu general Gurbakhsh Singh, Kaleka, va sotmetre el territori de Sanaur o Chaurasi, on estava Patiala que fou fortificada per conservar el territori. El ministre ((diwan) de Samand Khan, governador de Sirhind, va fugir i es va posar sota protecció d'Ala Singh, que va refusar entregar-lo. Samand Khan va marxar contra Sanaur, però fou derrotat. El general Bhai Gurbakhsh Singh, fundador de la família de Kaithal, va demanar ajut a Ala Singh per sotmetre el territori a l'entorn de Bhattinda que dominava el sardar Jodh Singh. Ala Singh hi va enviar un exèrcit però no va poder fer res fins que els sikhs del nord del Sutlej van venir a ajudar-lo; Bhai Gurbakhsh Singh va quedar en possessió del territori. Ala Singh va girar les armes contra altres caps veïns que van demanar ajuda als bhattis sense èxit, i que foren morts per Ala Singh i els seus territoris annexionats.
Amb la cooperació del seu fill Lai Singh, Ala Singh va assolar el territori dels caps bhattis que van cridar en ajut al governador mogol d'Hissar, però no els va servir de res, ja que foren derrotats; la campanya es va acabar el 1759 amb la victòria de Dharsul, que va consolidar el poder d'Ala Singh 
Ahmad Shah Durrani al enavir l'Índia el 1761 va nomenar a Zain Khan governador de Sirhind; però quan l'emir afganès va fer mitjà volta els sikhs, que havien restat neutrals durant les seves campanyes contra mogols i marathes, van atacar Sirhind; el setge fou aixecat mercès a la intervenció militar de Jamal Khan de Maler Kotla i Rai Kalha de Kot. El 1762 Ahmad Shah Durrani va decidir castigar els sikhs pel seu intent de Sirhind i es va formar una gran aliança de sikhs per fer-li front en la qual estava Ala Singh. Prop de Barnala es van enfrontar i els durranis van aconseguir una gran victòria; les pèrdues sikhs s'estimen en vint mil homes; Ala Singh fou fet presoner i Barnala ocupada pels afganesos; Ala fou alliberat contra un rescat de 4 lakhs però Ahmad Shah va seguir la política d'utilitzar als sikhs contra els mogols, i no sols el va alliberar si no que li va donar les robes d'honors i el va restaurar al seu principat donant-li el títol de raja amb dret d'encunyar moneda amb el seu nom, fundant l'estat de Patiala. Això el va fer poderós, però al mateix temps sospitós davant els sikhs; però el 1763 va capitanejar la gran força sikh que va conquerir Sirhind després de derrotar i matar a Zain Khan a la vista de les muralles de la ciutat; per Jhind va dirigir les forces Alam Singh (net de Tiloka) i per Nabha les va dirigir Hanur Singh (besnet de Tiloka). Els districte mogol de Sirhind fou repartit entre els guanyadors i la ciutat i rodalia va passar a Patiala; Amloh va passar a Nabha, i un altre territori considerable a Jhind.
El 1860, quan es va concedir el dret d'adopció als estats phulkians, es va establir que a manca d'aquesta els sobirans dels altres dos, de concert amb l'agent polític, nomenarien el successor dins la família phulkiana, i en aquest cas la successió estava subjecte a l'impost de nazarana. Aquesta situació es va donar poc després a Nabha.